# Хейли, Пэт
Па́трик Дж. «Пэт» Хе́йли (англ. Patrick G. "Pat" Hailley; род. 19 мая 1940) — канадский кёрлингист.
В составе мужской сборной Канады чемпион мира (1972). Чемпион Канады среди мужчин 1972 года.
Играл на позиции второго.

## Достижения
- Чемпионат мира по кёрлингу среди мужчин: золото (1972).
- Чемпионат Канады по кёрлингу среди мужчин: золото (1972).

## Команды
| Сезон   | Четвёртый     | Третий      | Второй       | Первый    | Турниры           |
| ------- | ------------- | ----------- | ------------ | --------- | ----------------- |
| 1971—72 | Орест Мелещук | Дэйв Романо | Джон Ханесяк | Пэт Хейли | ЧК 1972 · ЧМ 1972 |

(скипы выделены полужирным шрифтом)